# Оренбурзька губернія
51°46′00″ пн. ш. 55°06′00″ сх. д. / 51.7667° пн. ш. 55.1° сх. д.
Оренбу́рзька губе́рнія — адміністративна одиниця Російської імперії та Російської РФСР, що існувала у 1744—1782 та 1796—1928. Центр — місто Оренбург.

## Географія
Оренбурзька губернія розташовувалася на Південному Сході європейської частини Росії та мала площу 372 989 км² (на 1847 рік), 189 717 км² (на 1905 рік), 67 989 км² (на 1926 рік).
Південний Урал перетинав губернію, при цьому окремі його вершини (Великий Ямантау) сягають 1640 м. Схили гір укриті лісами (до 2 тис. кв. км). Східна азійська частина губернії та південь мають степовий характер. Ґрунти в гірських місцевостях — кам'янисті, у степових — чорнозем.

### Клімат
Клімат континентальний: сухий і суворий, незважаючи на літню спеку. Середня температура для Оренбурга (51° 45´ пн. ш.) 1-3,6.

### Корисні копалини
Мінеральні багатства були значними. 1903 року видобуто: золота 278 пл., мідних руд — 7 млн тонн, марганцю — 1 млн тонн, заліза (в чавуні, залізі й сталі) — 118 млн тонн, кам'яної солі 36 млн тонн.
Річки: Урал із Сакмарою, Бєлая (система Волги), Тобол (притока Іртиша) та їхні притоки. Озер до 1500 у східній степовій частині губернії, з них до 100 гірко-солоних, решта — багаті на рибу.

### Сільське господарство
72 % усіх земель належали козакам і селянам (в тому числі й башкирам), 14 % — приватним власникам, 4 % — казні й уділу та 10 % — заводам, компаніям тощо. Пашні займають 30 % усієї площі губернії, ліси — 20 %.,
Вирощували: ярову пшеницю, овес, жито, ячмінь тощо.
Скотарство займало значне місце, особливо серед башкирів. 1906 року худоби було: коней 1019 тисяч, великої рогатої худоби 1095 тисяч, вівців 1459 тисяч, свиней 143 тисячі й верблюдів до однієї тисячі.

### Промисловість
Були розвинуті кустарні промисли: переважно обробка продуктів скотарства (вовняні тканини, хустки з козиного пуху тощо). Фабрик і заводів (за винятком гірничих) 189 з виробництвом на 14 млн рублів, з них в Оренбурзі на 6 млн рублів. Найбільш значущі: виробництво круп (на 6 млн руб.), скотобійна (1700 тис. руб.), шкіряна промисловість (900 тис. руб.), мийка вовни (526 тис. руб.) тощо.

## Історія
Одними з перших жителів краю були тюркські й, імовірно, фінські племена. У XIII столітті Історична Башкирія та землі, що лежать між Волгою та Уралом, були підкорені монголами та залежали від Казанського й Астраханського ханств, а також від Ногайської орди.
У другій половині XVII століття Московське царство почало посилювати вплив на Уралі й поступово захоплювати сучасну територію краю. Між Уралом та Волгою кочували народи Великої татарської орди; з них ногайці вважались сильнішими й багатшими за інших, володіючи усією нижньою течією Яїка (Уралу). Більша частина Оренбурзького повіту, весь Орський, Верхнеуральський, Троїцький повіти й частина Челябінського, а також Шадринський, Єкатеринбурзький, Красноуфимський повіти Пермської губернії й більша частина Уфимської губернії складали країну, відому під назвою Башкирія та заселену башкирами. За ними на південний схід кочували у степах орди киргиз-кайсаків (казахів), які у ті часи були досить сильними й володіли містами Ташкент, Самарканд тощо. Татарські орди й ногайці були послаблені через розбрат, що відбувався між ними, киргизы — через їхню віддаленість від тих земель.
З росіян першими колоністами на берегах Уралу були люди, що тікали від страт Грозного та взагалі невдоволені порядком речей у Московії. Петро I передбачав, що з затвердженням влади Московії на південному сході мала розвиватись торгівля із Середньою Азією; Оренбурзький край він вважав широкою брамою до Азії. Реалізація його планів почалась, однак, лише за правління Анни Іванівни. Коли у краї було облаштовано лінію фортець, кістяк російського населення губернії склали козаки.
15 березня 1744 року було започатковано Оренбурзьку губернію (до її складу включили Ісетську й Уфимську провінції Казанської губернії) та Оренбурзьку комісію Астраханської губернії. 1752 року до губернії було приєднано від Астраханської губернії Гур'їв, 1773 — від Казанської губернії місто Самару. Станом на жовтень 1775 року губернія складалась із таких провінцій:
- Оренбурзька
- Ісетська
- Уфимська

Наприкінці 1781 року Оренбурзьку губернію було переформовано на Уфимське намісництво з додаванням до нього Челябінського повіту Пермського намісництва. Нове намісництво (з центром в Уфі) було розділено на 2 області — Уфимську й Оренбурзьку.
До Уфимської області було приписано 8 повітів:
- Уфимський
- Бірський
- Мензелинський
- Бугульминський
- Бугурусланський
- Белебеєвський
- Стерлітамакський
- Челябінський

До Оренбурзької області було приписано 4 повіти:
- Оренбурзький
- Верхньоуральський
- Бузулукський
- Сергіївський

При цьому міста Гур'їв та Уральськ було відписано до Астраханської губернії.
1796 року Уфимське намісництво було перейменовано на Оренбурзьку губернію; центр було переведено з Уфи до Оренбурга. 1802 року місто Уфу знову було призначено губернським містом замість Оренбурга. 1850 року під час утворення Самарської губернії до останньої відійшли Бугульминський, Бугурусланський та Бузулукський повіти.
1865 року Оренбурзька губернія була розділена на дві: Уфимську й Оренбурзьку. При цьому Оренбурзьке козацьке військо, що до того часу не підпорядковувалось загальному губернському управлінню, було включено до складу губернії, губернатор якої також став наказним отаманом. Того ж року башкири, які мали особливе начальство, кантонне та юртове, були підпорядковані, поряд із селянами усіх відомств, загальному губернському управлінню.
27 серпня 1919 року з Оренбурзької губернії до складу знову створеної Челябінської губернії було передано Троїцький та Челябінський повіти, Верхньоуральський повіт було розділено між Башкирською АРСР та Челябінською губернією. У серпні 1920 року Оренбурзька губернія увійшла до складу знову утвореної автономії у складі Російської РФСР — Киргизької АСРР зі столицею в Оренбурзі. У червні 1922 року було створено Ісаєво-Дедовський повіт (1923 року перейменований на Каширинський повіт).
У квітні 1925 року Оренбурзька губернія була виведена зі складу Киргизької АСРР, столицю якої перенесли до Кзил-Орди. 1927 року в губернії було створено райони.
14 травня 1928 року Оренбурзьку губернію було ліквідовано, її територію включено до складу Середньо-Волзької області.

## Адміністративний поділ

Карта адміністративного поділу Оренбурзької губернії у 1865—1919 роках

З 1865 року до 1919 року до складу губернії входило п'ять повітів:
| № | Повіт             | Повітове місто                | Площа, верст² | Населення (1897), чол. |
| - | ----------------- | ----------------------------- | ------------- | ---------------------- |
| 1 | Верхньоуральський | Верхньоуральськ (11 095 чол.) | 43 768,5      | 223 245                |
| 2 | Оренбурзький      | Оренбург (72 425 чол.)        | 32 691,1      | 555 653                |
| 3 | Орський           | Орськ (14 016 чол.)           | 40 806,5      | 206 944                |
| 4 | Троїцький         | Троїцьк (23 299 чол.)         | 20 551,1      | 201 231                |
| 5 | Челябінський      | Челябінськ (19 998 чол.)      | 28 893,7      | 413 072                |

## Керівники губернії

### Військові губернатори
| Ім'я                 | Титул, чин                          | Термін на посаді                   |
| -------------------- | ----------------------------------- | ---------------------------------- |
| Осип Ігельстрем      | барон, генерал від інфантерії       | 1784—1792 та 1795—1798             |
| Микола Бахметєв      | генерал-майор                       | 1798—1803                          |
| Григорій Волконський | князь, генерал від кавалерії        | 1803—1817                          |
| Петро Ессен          | генерал від інфантерії              | 19.01.1817—07.02.1830              |
| Євген Головін        | генерал-ад'ютант, генерал-лейтенант | 07.02.1830—21.04.1830              |
| Павло Сухтелен       | генерал-ад'ютант, генерал-лейтенант | 21.04.1830—15.04.1833              |
| Василь Перовський    | генерал-ад'ютант, генерал-майор     | 15.04.1833—07.05.1842 та 1851—1857 |
| Володимир Обручев    | генерал-лейтенант                   | 10.05.1842—20.03.1851              |

### Губернатори
| Ім'я                            | Титул, чин, звання                                                          | Термін на посаді      |
| ------------------------------- | --------------------------------------------------------------------------- | --------------------- |
| Іван Неплюєв                    | таємний радник                                                              | 1744—1758             |
| Афанасій Давидов                | дійсний статський радник                                                    | 1758—1762             |
| Дмитро Волков                   | дійсний статський радник                                                    | 1763—1764             |
| Авраам Путятін                  | князь, генерал-поручик                                                      | 1764—1768             |
| Іван Рейнсдорп                  | генерал-поручик                                                             | 1768—1781             |
| У складі Уфимського намісництва |                                                                             | 1781—1796             |
| Іван Баратаєв                   | таємний радник                                                              | 1797—28.09.1799       |
| Іван Куріс                      | дійсний статський радник                                                    | 1799—27.06.1800       |
| Карл Глазенап                   | дійсний статський радник (таємний радник)                                   | 27.06.1800—1802       |
| Олексій Враський                | дійсний статський радник                                                    | 1802—1806             |
| Іван Фрізель                    | таємний радник                                                              | 1806—1809             |
| Михайло Верігін                 | дійсний статський радник                                                    | 1809—1811             |
| Матвій Наврозов                 | дійсний статський радник                                                    | 1811—1822             |
| Григорій Нелідов                | дійсний статський радник                                                    | 1822—1827             |
| Йосип Дебу                      | дійсний статський радник                                                    | 07.06.1827—02.12.1832 |
| Микола Жуковський               | дійсний статський радник                                                    | 02.12.1832—13.04.1835 |
| Авксентій Гевлич                | дійсний статський радник                                                    | 13.04.1835—29.05.1840 |
| Вакант                          |                                                                             | 1840—29.05.1841       |
| Іван Тализін                    | дійсний статський радник                                                    | 29.05.1841—14.05.1844 |
| Вакант                          |                                                                             | 14.05.1844—30.03.1846 |
| Микола Балкашин                 | статський радник (дійсний статський радник)                                 | 30.03.1846—07.12.1851 |
| Яків Хаников                    | статський радник (дійсний статський радник)                                 | 07.12.1851—03.03.1856 |
| Іполит Потулов                  | дійсний статський радник і. д.                                              | 03.03.1856—14.02.1858 |
| Єгор Барановський               | дійсний статський радник, і. д. (затверджений 06.02.1859)                   | 14.02.1858—23.06.1861 |
| Григорій Аксаков                | статський радник, і. д. (затверджений 17.04.1862), дійсний статський радник | 23.06.1861—11.06.1865 |
| Костянтин Боборикін             | полковник, і. д. (затверджений із присвоєнням чину генерал-майора)          | 11.06.1865—11.03.1875 |
| Єгор Зенгбуш                    | генерал-майор                                                               | 11.03.1875—03.01.1878 |
| Михайло Астаф'єв                | генерал-майор (генерал-лейтенант)                                           | 16.02.1878—01.07.1884 |
| Микола Маслаковець              | генерал-майор                                                               | 12.08.1884—21.01.1892 |
| Володимир Єршов                 | генерал-майор                                                               | 21.01.1892—04.08.1899 |
| Яків Барабаш                    | генерал-лейтенант                                                           | 03.10.1899—02.1906    |
| Федір Таубе                     | генерал-майор, і. д.                                                        | 02.1906—14.11.1906    |
| Володимир Ожаровський           | генерал-лейтенант                                                           | 14.11.1906—04.09.1911 |
| Микола Сухомлинов               | генерал-лейтенант                                                           | 04.09.1911—1915       |
| Михайло Тюлін                   | генерал-лейтенант                                                           | 1915—1917             |

### Губернські предводителі дворянства
| Ім'я                | Титул, чин, звання                           | Термін на посаді      |
| ------------------- | -------------------------------------------- | --------------------- |
| Микола Булгаков     | статський радник                             | 1797—1803             |
| Олексій Моїсеєв     | надвірний радник                             | 1803—1806             |
| Степан Мертваго     | колезький радник                             | 1806—1808             |
| Сава Осоргін        | колезький асесор                             | 1808—1812             |
| Петро Пекарський    | майор                                        | 1812—1823             |
| Степан Мертваго     | колезький радник                             | 1823—1825             |
| Олександр Мордвинов | поручик                                      | 1825—1828             |
| Гермоген Пальчиков  | підполковник                                 | 1828—1830             |
| Сергій Пальчиков    | поручик                                      | 1830—1833             |
| Єгор Тімашев        | полковник (генерал-майор)                    | 03.02.1833—17.12.1844 |
| Микола Дурасов      | у званні камергера, дійсний статський радник | 27.01.1845—02.08.1862 |
| Віктор Стобеус      | штабс-ротмістр                               | 02.08.1862—05.05.1865 |
| Іполит Шотт         | дійсний статський радник                     | 05.05.1865—16.02.1884 |
| Іван Чернов         | генерал-майор у відставці                    | 16.02.1884—18.02.1893 |
| Лев Шотт            | титулярний радник (статський радник)         | 18.02.1893—03.05.1902 |
| Олександр Тімашев   | гвардії полковник у відставці, шталмейстер   | 03.05.1902—01.01.1905 |
| Лев Шотт            | дійсний статський радник                     | 26.02.1905—1917       |

## Населення

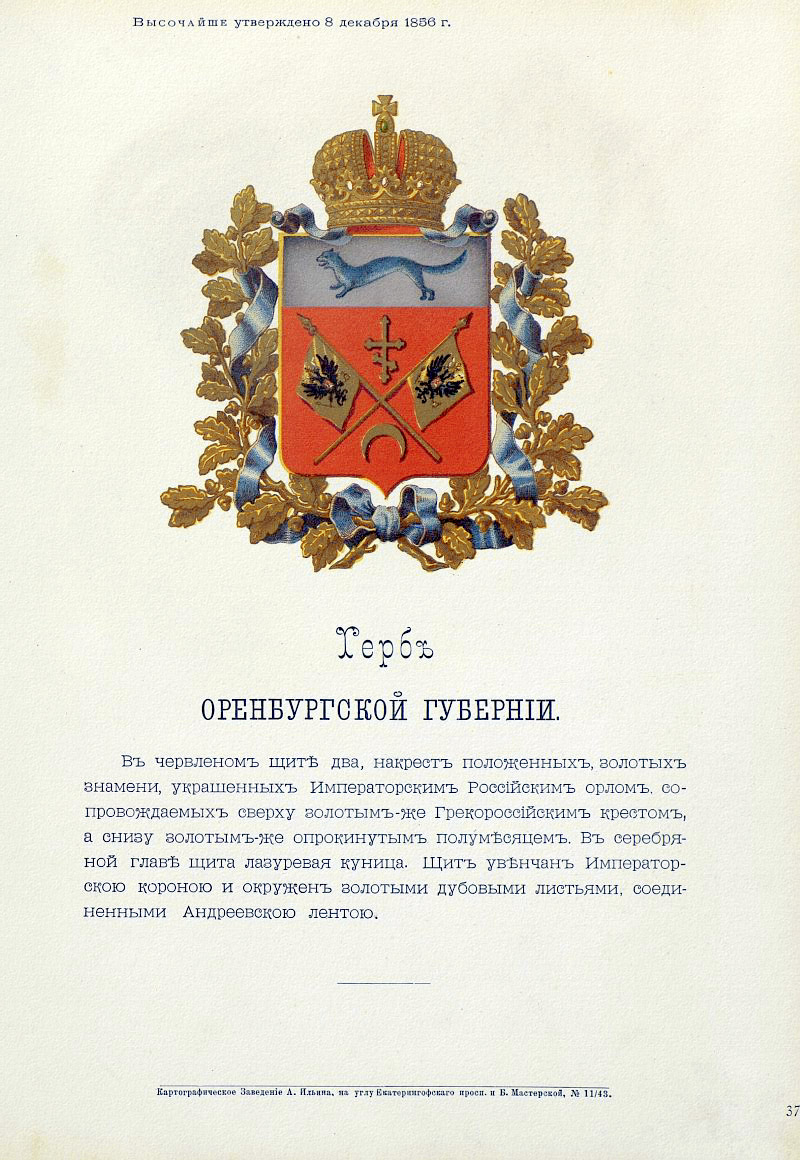
Герб губернії з офіційним описом, затверджений Олександром II (1856 рік)

Жителів — 1836 тисяч; щільність населення — 10 жителів на 1 кв. км; у 6 містах — 174 тис. жителів. Підсумок перепису за рідною мовою 1897 року:
| Повіт             | російська | башкирська | татарська | українська | мордовська | мещеряцька и тептярська | чуваська | казахська |
| ----------------- | --------- | ---------- | --------- | ---------- | ---------- | ----------------------- | -------- | --------- |
| Губернія в цілому | 70,4 %    | 15,9 %     | 5,8 %     | 2,6 %      | 2,4 %      | 1,4 %                   | …        | …         |
| Верхньоуральський | 65,5 %    | 19,7 %     | 5,4 %     | …          | 1,3 %      | …                       | …        | …         |
| Оренбурзький      | 68,4 %    | 10,2 %     | 8,6 %     | 5,4 %      | 4,7 %      | 7,1 %                   | …        | …         |
| Орський           | 40,1 %    | 42,8 %     | 6,8 %     | 4,3 %      | 3,7 %      | …                       | 1,0 %    | …         |
| Троїцький         | 82,2 %    | 7,4 %      | 7,4 %     | …          | …          | …                       | …        | 1,1 %     |
| Челябінський      | 85,1 %    | 12,3 %     | …         | …          | …          | …                       | …        | …         |

## Торгівля
Збут хлібу й предметів скотарства, значна обмінна торгівля з Середньою Азією (оборот до 10 млн руб.); обмінні двори у містах Оренбург, Троїцьк та Орськ. Залізниця перетинала Оренбурзьку губернію, простягнувшись на 495 верст.

## Освіта
Станом на 1905 рік у губернії було 1690 навчальних закладів (з них 12 середніх) із 97212 учнів; писемного населення — 20 %.